# Aspark Owl

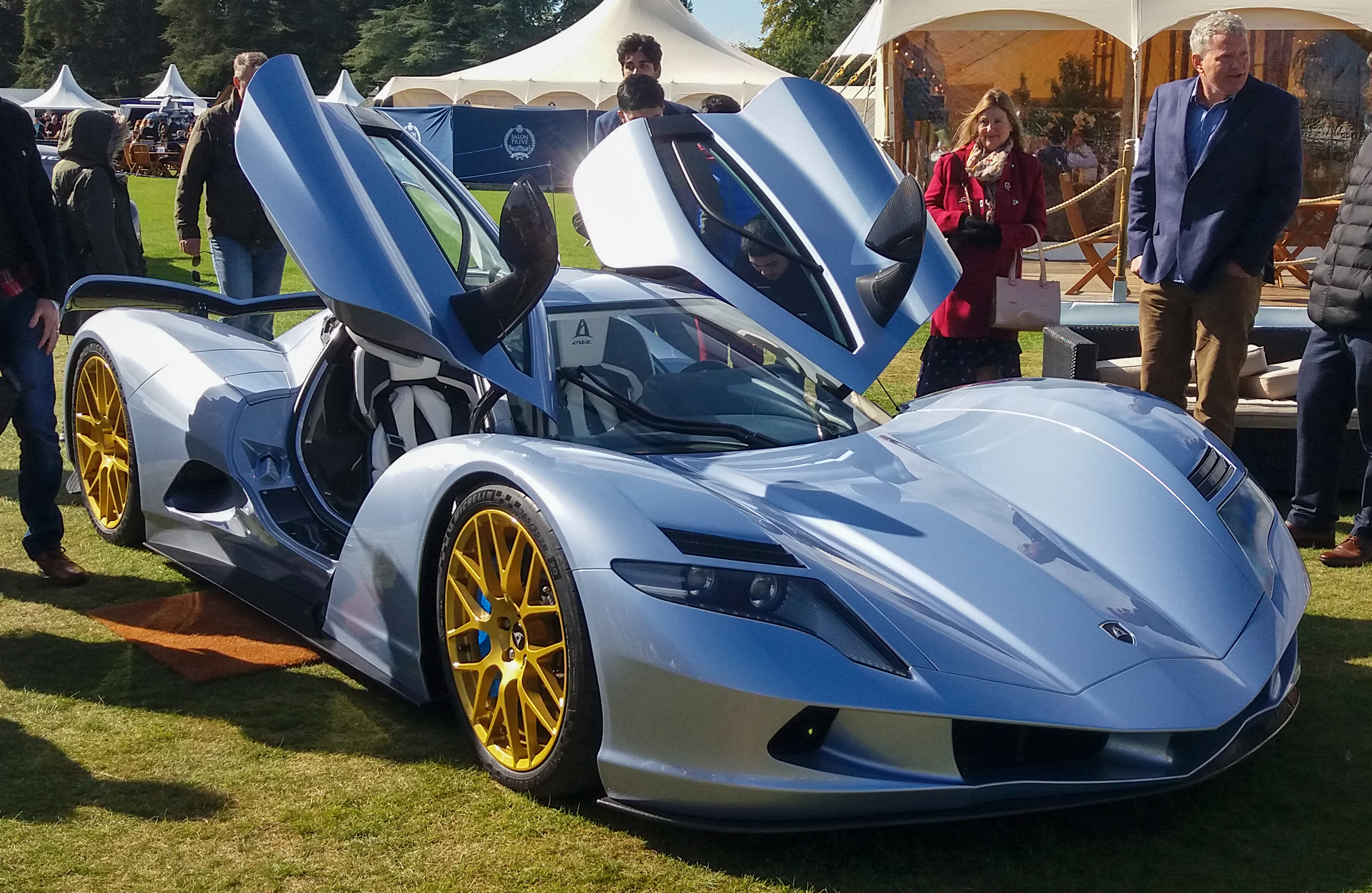
Produktionsversion

Der Aspark Owl ist ein im Auftrag des japanischen Unternehmens Aspark (アスパーク) entwickelter elektrisch batteriebetriebener Supersportwagen, der das am schnellsten beschleunigende Elektroauto sein sollte. Er wird von Manifattura Automobili Torino (MAT) in Italien gebaut. Aspark plant eine Produktionsserie von 50 Fahrzeugen mit einem Listenpreis von jeweils 2,9 Millionen Euro. Der Owl wurde auf der 2017 Frankfurter Automobilmesse als Konzeptfahrzeug der Öffentlichkeit vorgestellt, und die Serienversion wurde im November 2019 auf der Dubai International Motor Show enthüllt.

## Spezifikationen und Leistung
Die Karosserie und das 120 kg schwere Monocoque-Chassis des Owl bestehen aus kohlenstofffaserverstärktem Kunststoff. Im Dach ist eine Stahlstützstruktur integriert, um die Festigkeit der Karosserie zu erhöhen. Zu den Änderungen an der Karosserie gegenüber dem Entwurf gehören zusätzliche Außenspiegel, ein aktiver Heckflügel und eine neu gestaltete Heckscheibe. Die Räder sind einzeln an Doppelquerlenkern mit hydraulischen Dämpfern aufgehängt. Für ein verbessertes Handling kann das Antriebsmoment für jedes Rad einzeln geregelt werden (Torque Vectoring). Die Bremsen arbeiten mit Bremsscheiben aus Carbon-Keramik mit 10-Kolben-Bremssätteln vorn und 4-Kolben-Bremssätteln hinten.
Der Hersteller nennt für den Owl eine Beschleunigung von 0–97 km/h (0–60 mph) in 1,72 Sekunden, 0–100 km/h in 1,9 Sekunden, 0–300 km/h in 10,6 Sekunden und eine Höchstgeschwindigkeit von 418 km/h, womit der Wagen das am schnellsten beschleunigende Serienfahrzeug der Welt wäre. Das Auto soll eine Reichweite von etwa 250 Meilen haben und in 40 Minuten vollständig aufgeladen sein. Eine neuere Version mit der Bezeichnung „SP 600“ erreichte eine Höchstgeschwindigkeit von 438,7 km/h und war damit schneller als das derzeit schnellste Elektrofahrzeug, der Rimac Nevera.

## Galerie

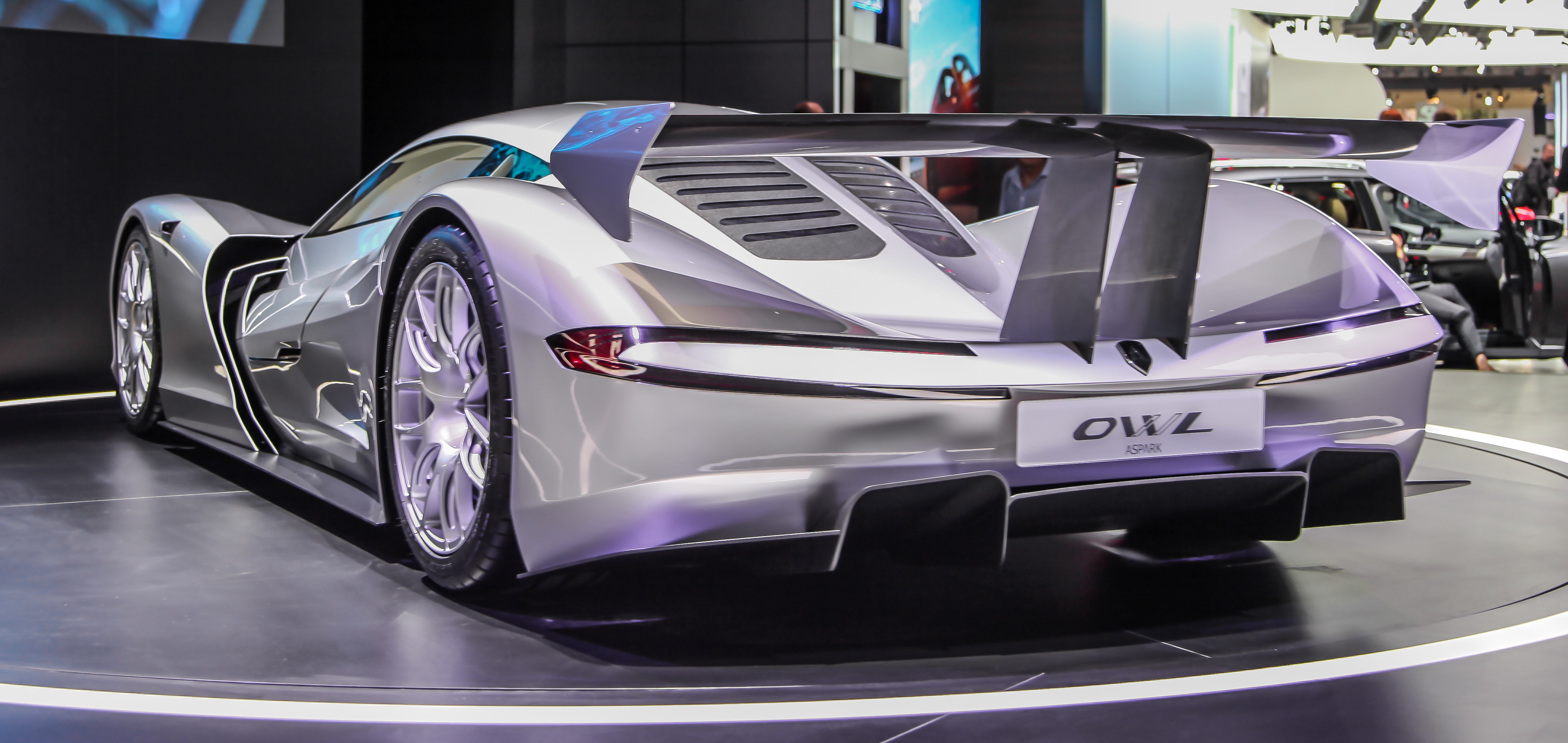
Heck
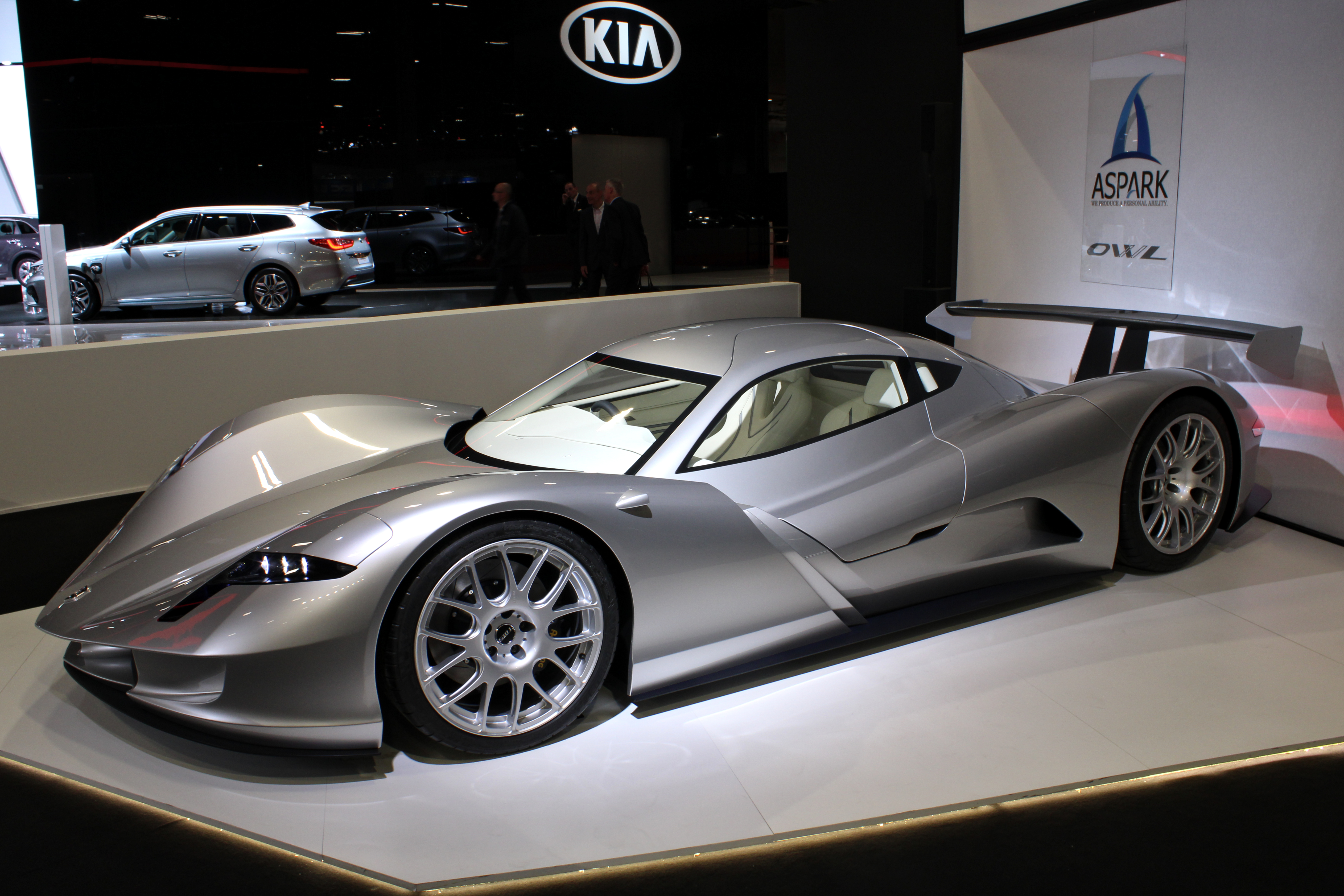
Seitenansicht
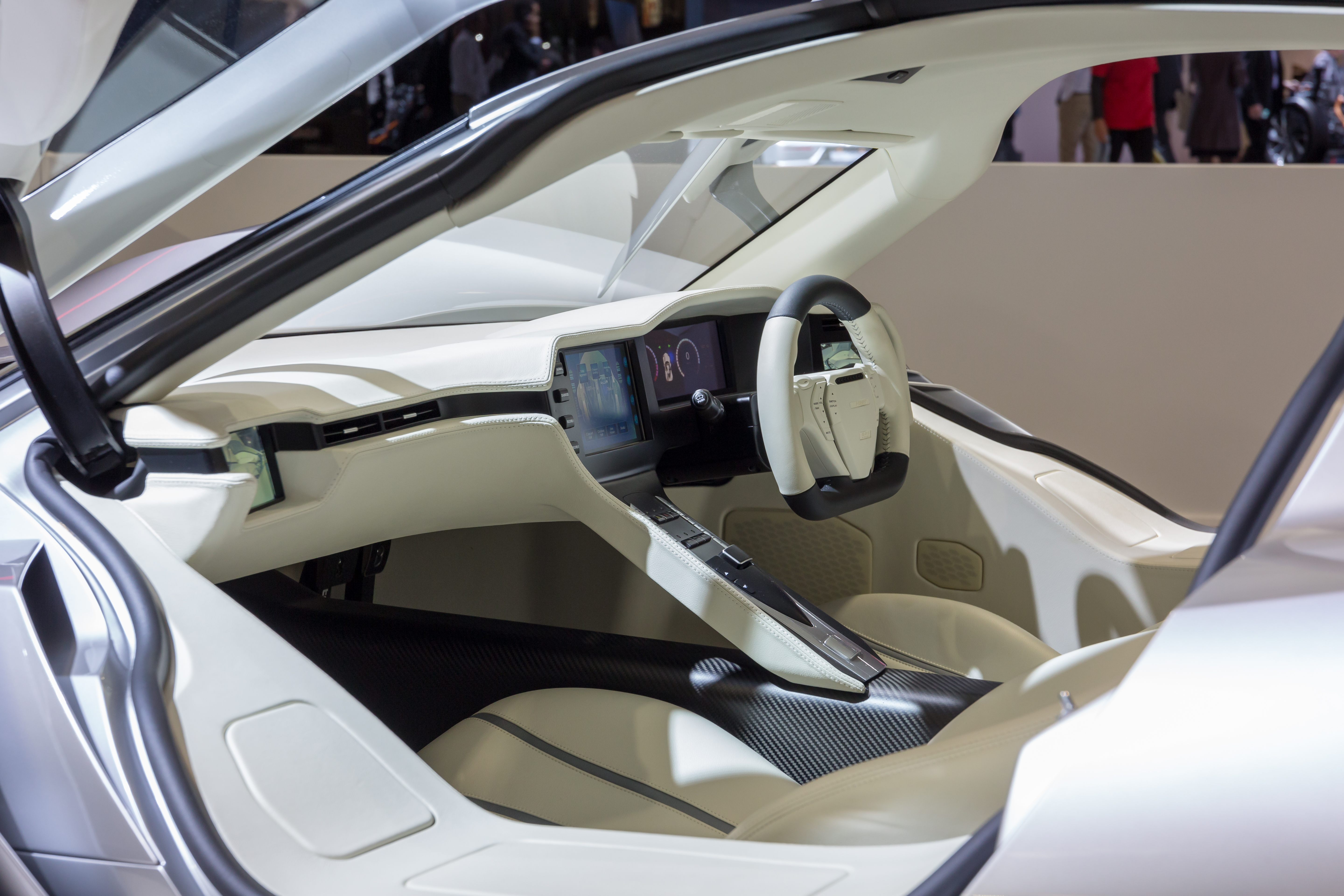
Innenraum